# Phyllosticta cotoneastri
Phyllosticta cotoneastri är en svampart som beskrevs av Allesch. 1897. Phyllosticta cotoneastri ingår i släktet Phyllosticta och familjen Botryosphaeriaceae.   Inga underarter finns listade i Catalogue of Life.